# (35331) 1997 EO47
1997 EO47 (asteroide 35331) é um asteroide da cintura principal. Possui uma excentricidade de 0.06543810 e uma inclinação de 0.46282º.
Este asteroide foi descoberto no dia 12 de março de 1997 por Eric Walter Elst em La Silla.